# Maurice Fréchard
Maurice Lucien Fréchard CSSp (* 3. Juli 1928 in Nancy; † 27. August 2023 in Chevilly-Larue, Département Val-de-Marne) war ein französischer Ordensgeistlicher und römisch-katholischer Erzbischof von Auch.

## Leben
Maurice Fréchard trat der Ordensgemeinschaft der Spiritaner bei und legte am 8. September 1949 in Cellule die Profess ab. Anschließend studierte er Philosophie und Katholische Theologie in Rom. Fréchard wurde am 9. April 1955 in der Kirche Nostra Signora del Sacro Cuore durch den Weihbischof in Rom, Ettore Cunial, zum Diakon geweiht und empfing am 3. Juli desselben Jahres in der Kapelle des Collegio Sant’Alberto in Rom durch den Vizegerenten des Bistums Rom, Luigi Traglia, das Sakrament der Priesterweihe. Nach weiterführenden Studien erwarb er 1956 an der Päpstlichen Universität Gregoriana ein Lizenziat im Fach Katholische Theologie.
Fréchard lehrte zunächst an den ordenseigenen Priesterseminaren in La Croix-Valmer (1956–1963) und in Chevilly-Larue (1963–1969). Daneben spezialisierte er sich von 1964 bis 1966 am Liturgischen Institut des Institut Catholique de Paris im Fach Liturgiewissenschaft. Von 1969 bis 1982 war er Professor am Päpstlichen Französischen Priesterseminar in Rom, bevor er dessen Rektor wurde. Nachdem Fréchard im Anschluss von 1994 bis 1995 als Spiritual am Ausbildungshaus Saint-Augustin, das dem Priesterseminar des Erzbistums Paris angegliedert ist, gewirkt hatte, fungierte er als Superior der Niederlassung der Spiritaner in Chevilly-Larue.
Papst Johannes Paul II. ernannte ihn am 6. September 1996 zum Erzbischof von Auch. Die Bischofsweihe spendete ihm der Koadjutorerzbischof von Toulouse, Émile Marcus PSS, am 27. Oktober desselben Jahres in der Kathedrale Sainte-Marie in Auch; Mitkonsekratoren waren Gabriel Vanel, emeritierter Erzbischof von Auch, und Gérard de Milleville CSSp, emeritierter Erzbischof von Conakry. In der Französischen Bischofskonferenz gehörte Fréchard zudem der Kommission für die Liturgie und die Sakramentenpastoral an.
Am 21. Dezember 2004 nahm Papst Johannes Paul II. sein aus Altersgründen vorgebrachtes Rücktrittsgesuch an. Danach fungierte Fréchard von 2005 bis 2007 als Rektor der Basilika Sacré-Cœur de Montmartre in Paris. Später wirkte er als Kaplan an den ordenseigenen Häusern für Ruhestandsgeistliche in Paris (2007–2008) und in Nogent (2008–2014). Ab 2014 lebte Fréchard in der Niederlassung seiner Ordensgemeinschaft in Chevilly-Larue, wo er sich weiterhin der geistlichen Begleitung widmete. Dort starb er im August 2023 im Alter von 95 Jahren.

## Schriften
- L’année liturgique dans la liturgie de Paris sous Louis XIV. In: La Maison-Dieu. Band 148, 1981, S. 123–133.
- Gabriel Vanel, Maurice Fréchard: Église du Gers, horizon 2000. Diocèse d’Auch, Auch 1997, OCLC 468398673.